# Дјечимо (Лука)
Дјечимо је насеље у Италији у округу Лука, региону Тоскана.
Према процени из 2011. у насељу је живело 804 становника. Насеље се налази на надморској висини од 82 м.